# نبرد ایوو جیما

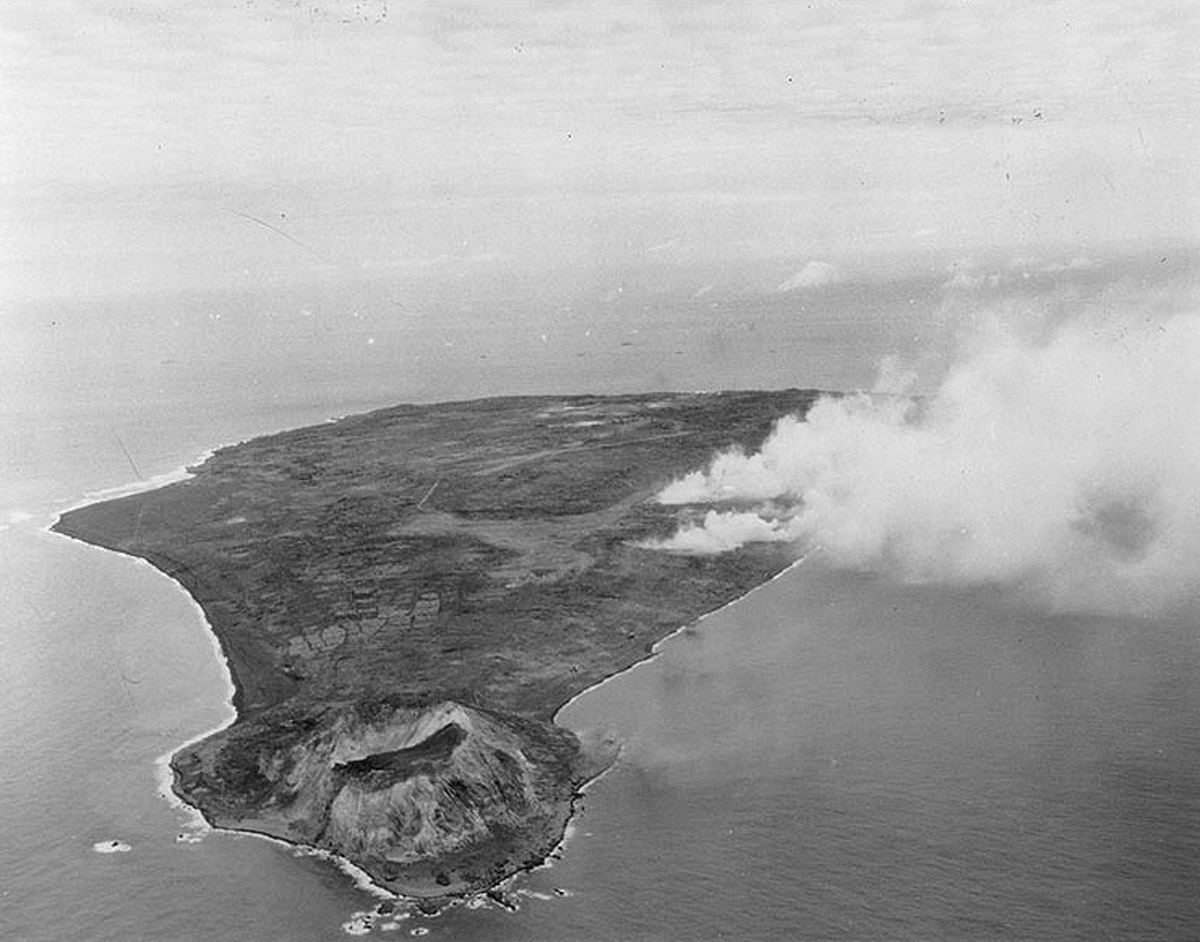
بمباران ایو جیما قبل از اشغال.

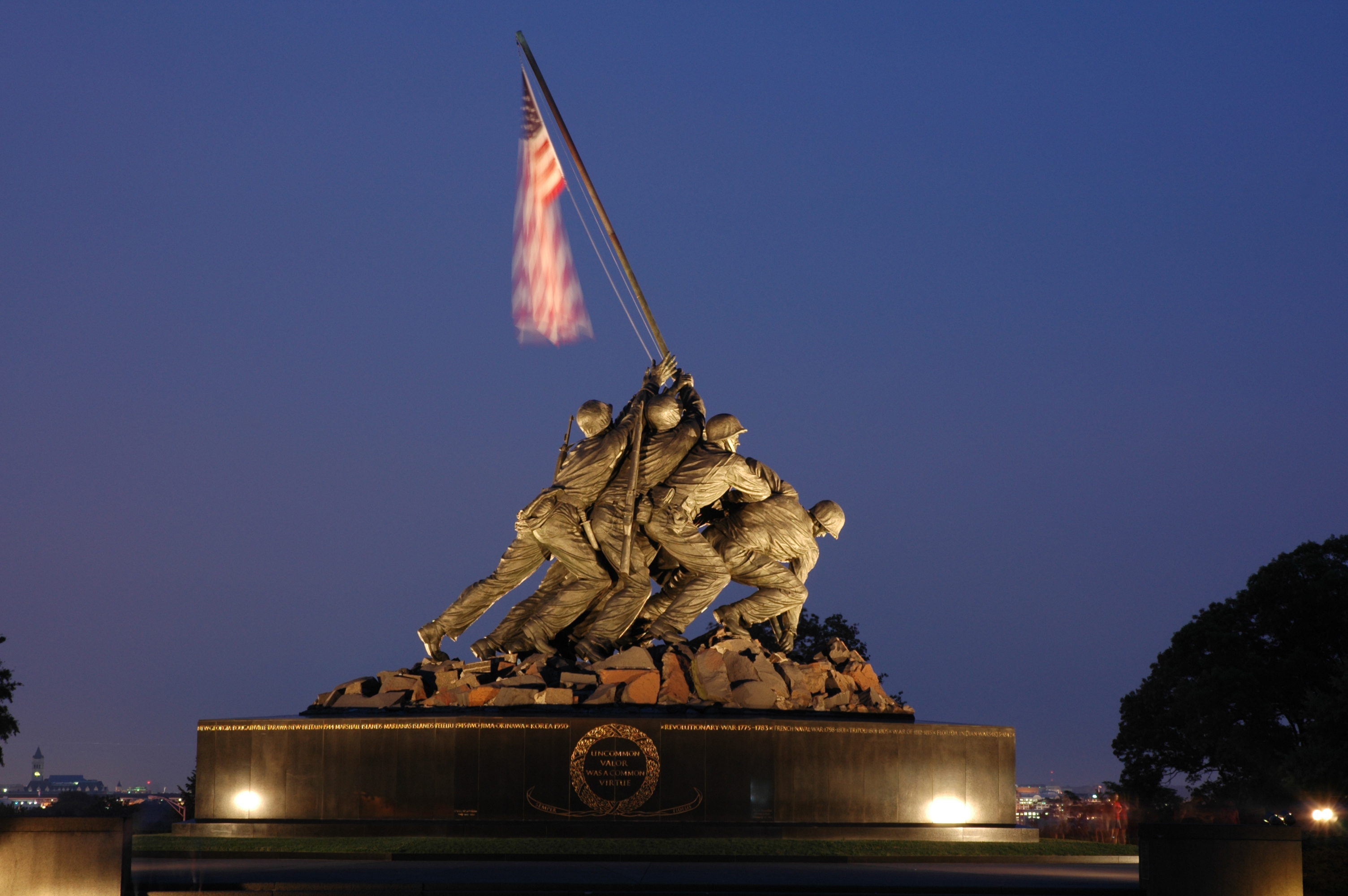
تندیس یادبود نبرد ایو جیما، نیروهای تفنگدار دریایی ایالات متحده آمریکا واقع در آرلینگتون در ایالت ویرجینیا، همچنین ببینید برافراشتن پرچم در ایو جیما.

نبرد ایوو جیما در اواخر جنگ جهانی دوم بین نیروهای دریایی ایالات متحده و ژاپن در ژانویه و فوریه ۱۹۴۵ انجام شد و در طی آن جزیره ایوو جیما به اشغال ایالات متحده درآمد. این نبرد پنج‌هفته‌ای شاهد برخی از شدیدترین و خونین‌ترین نبردهای جنگ دوم جهانی دراقیانوس آرام بود.
به‌رغم نبردهای خونین و تلفات شدید هر دو طرف، پیروزی آمریکا از همان ابتدا تضمین شده بود. برتری بسیار آمریکا در شمار سربازان و جنگ‌افزار و همچنین برتری کامل هوایی، همراه با عدم امکان عقب‌نشینی یا تقویت ژاپنی‌ها، و همچنین کمبود غذا و آذوقه برای آن‌ها، شرایط را به ضرر ژاپنی‌ها رقم می‌زد.
عکس جو رزنتال از خبرگزاری آسوشیتدپرس از برافراشتن پرچم ایالات متحده در بالای کوه ۱۶۹ متری سوریباچی در این جزیره توسط شش تفنگدار دریایی ایالات متحده به تصویری نمادین از نبرد و تلاش‌های جنگی آمریکا در اقیانوس آرام تبدیل شد. بر اساس داستان نبرد ایوو جیما تاکنون فیلم آمریکایی پرچم‌های پدران ما و فیلم ژاپنی نامه‌هایی از ایوجیما هر دو فیلم با کارگردانی کلینت ایستوود در سال ۲۰۰۶، ساخته شده‌است.

## تلفات
در نبرد ایوو جیما، شمار تلفات جنگی ژاپنی‌ها سه برابر تعداد کشته‌های آمریکایی‌ها بود، اما مجموع تلفات آمریکایی‌ها (کشته‌ها و مجروحان) بیشتر از جمع آمار کشته و زخمی‌های ژاپنی‌ها شد که این امر در بین نبردهای تفنگداران دریایی در اقیانوس آرام استثنا به‌شمار می‌آید.
در طی این نبرد که ۳۵ روز طول کشید از مجموع تقریباً ۲۱٬۹۰۲ نظامی ژاپنی موجود در جزیره همگی کشته شدند و تنها ۲۱۶ نفر به اسارت تفنگداران دریایی آمریکا درآمدند. تلفات نیروهای آمریکایی شامل ۶٬۸۲۱ نفر کشته و ۲۶٬۵۰۴ نفر مجروح بوده‌است.
از ۲۱۰۰۰ سرباز ژاپنی در ایوو جیما در ابتدای نبرد، تنها ۲۱۶ نفر به اسارت درآمدند که برخی از آنها فقط به این دلیل اسیر شدند که بیهوش یا زخمی شده بودند. بیشتر بقیه در عملیات کشته شدند، اما تخمین زده شده‌است که حدود ۳۰۰۰ نفر برای چندین روز پس از فتح جزیره توسط آمریکا به مقاومت در تونل‌های زیرزمینی ادامه دادند تا اینکه در نهایت تسلیم جراحات خود شدند.

## پیش‌زمینه
در این مقطع از جنگ، نیروهای آمریکایی پس از تسخیر جزایر ماریانا، از این جزایر به عنوان سکویی برای اعزام هواپیماهای دورپرواز بمب‌افکن بی-۲۹ برای بمباران شهرهای اصلی ژاپن استفاده کردند. اما بمب‌افکن‌های بی-۲۹ هدف هواپیماهای جنگنده کوچک ژاپنی قرار می‌گرفتند. دلیل آن نیز این بود که آمریکا در آن مقطع هنوز هواپیماهای جنگنده‌ای نداشت که تا این مسافت‌های دور بتوانند بی-۲۹ را اسکورت کنند. جزیره ایوو جیما جزیره‌ای است که حدوداً در میانه مسیر جزایر ماریانا به خاک اصلی ژاپن واقع شده و تسخیر این جزیره می‌توانست موقعیتی را پدیدآورد که بمب‌افکن‌های بی-۲۹ بتوانند از آن پس با اسکورت هواپیماهای جنگنده عملیات‌های کم‌خطرتری را به سوی شهرهای ژاپن انجام بدهند.
ژاپنی‌ها در طول جنگ از جزیره ایوو جیما برای رهگیری بمب‌افکن‌های آمریکایی در مسیر حملات بمباران خود به ژاپن استفاده کرده بودند و اکنون آمریکایی‌ها می‌توانستند از این جزیره به عنوان پایگاهی برای حملات به سرزمین اصلی ژاپن استفاده کنند.
هدف تهاجم آمریکایی‌ها در این نبرد، تصرف جزیره با دو فرودگاه صحرایی آن بود: فرودگاه جنوبی و فرودگاه مرکزی. مواضع ارتش ژاپن در جزیره به شدت مستحکم بود و با شبکه‌ای متراکم از سنگرها، مواضع توپخانه پنهان، و ۱۸ کیلومتر تونل زیرزمینی پشتیبانی می‌شد.

## درگیری
در ۱۹ فوریه ۱۹۴۵ در ساعت ۲ بامداد، ناوهای جنگی آمریکایی در آغاز روز شروع به گلوله‌باران جزیره کردند. پس از آن، صدها بمب‌افکن به بمباران جزیره پرداختند و پس از آن توپخانه‌های نیروی دریایی دوباره وارد عمل شدند. در ساعت ۸:۳۰ صبح، اولین گروه از ۳۰ هزار تفنگدار دریایی در سواحل ایوو جیما پیاده شدند. این تفنگداران دریایی با زمین و ساحل سختی روبه‌رو شدند متشکل از خاکستر آتشفشانی که به راحتی می‌توان روی آن لغزید و سنگربندی در آن غیرممکن بود. آن‌ها با تعجب متوجه عدم حمله دشمن به خود شدند و تا غروب تمامی ۳۰ هزار تفنگدار دریایی آمریکایی وارد این سواحل شدند.
برنامه تادامیچی کوریبایاشی، فرمانده نیروهای ژاپنی این بود که نخست اجازه دهد همه سربازان آمریکایی در کرانه‌ها پیاده شوند و سپس همه را از مواضع مرتفع هدف گلوله‌باران قرار دهد. نیروهای آمریکایی کمی بعد زیر آتش شدید ژاپنی‌های مستقز در غارها و سنگرهای آتشفشان سوریباچی در جنوب جزیره قرار گرفتند.
تیراندازی علیه پیاده‌نظام ژاپنی که به خوبی مستقر شده بودند بی فایده بود. سربازان آمریکایی ناچار بودند سنگرهای ژاپنی‌ها را یک به یک با شعله‌افکن و نارنجک از بین ببرند. در جریان نبردها ۴۰ هزار تفنگدار دیگر آمریکایی وارد جزیره شدند.
رسیدن به قله آتشفشان سوریباچی برای آمریکایی‌ها تا ۲۳ فوریه طول کشید. در ساعت ۱۰ صبح، تفنگداران دریایی از هنگ ۲۸ یک پرچم آمریکا را بر روی قله نصب کردند. این اتفاق چند ساعت بعد تکرار شد و یکی از معروف‌ترین عکس‌های جنگ جهانی دوم را رقم زد. جو روزنتال، عکاس آسوشیتدپرس، جوایز متعددی را برای این عکس از جمله جایزه پولیتزر در سال ۱۹۴۵ دریافت کرد. با این حال، هنگام برافراشته شدن پرچم، تمام مواضع دفاعی ژاپن در آتشفشان گرفته نشده بود. در روزهای بعد نبردهای شدیدی درگرفت.
منطقه ساحلی تا حدی با تصرف آتشفشان امن شد و اکنون تفنگداران دریایی و تجهیزات سنگین بیشتری به ساحل می‌آمدند. تهاجم برای کنترل فرودگاه‌ها و بقیه جزیره گسترش یافت. در هفته‌های بعد، نبرد در سراسر جزیره بسیار سخت باقی ماند. ژاپنی‌ها با شجاعت سنتی تا پای جان جنگیدند. تنها ۲۰۰ نفر از ۲۲۰۰۰ مدافع ژاپنی اسیر شدند. نیروهای متفقین ۲۱۰۰۰ تلفات را شمارش کردند که از این تعداد ۷۰۰۰ نفر کشته شده بوند. یک چهارم از جوایز مدال افتخار که به تفنگداران دریایی ایالات متحده در طول جنگ جهانی دوم اعطا شد، برای عملیات در ایوو جیما بود. در ۲۶ مارس ۱۹۴۵، جزیره امن اعلام شد.
دریاسالار چستر دبلیو نیمیتز این جنگ را این‌گونه توصیف می‌کند: «در میان مردانی که در ایوو جیما می‌جنگیدند، شجاعت غیرعادی یک ویژگی رایج بود.»
پس از این نبرد مشخص شد که قدرت باقی‌مانده هواپیماهای جنگنده ژاپنی به آن اندازه‌ای نبود که عملیات بمب‌افکن‌های بی-۲۹ را تا آن اندازه مخاطره‌آمیز کند که نیاز به قربانی کردن این تعداد سرباز برای تصرف ایوو جیما را توجیه کند. اما از سویی دیگر، تا پایان جنگ، ۲۴۰۰ بمب‌افکن بی-۲۹ با ۲۷۰۰۰ خدمه در جزیره فرود اضطراری داشتند، که این امتیازی برای نیروهای آمریکایی در منطقه به‌وجود آورد.